# Боевое авиационное командование
Боевое авиационное командование (англ. Air Combat Command) — главное авиационное командование Военно-воздушных сил Соединенных Штатов Америки. Именуется также как Авиационное боевое командование.

## История организационного строительства
Боевое авиационное командование сформировано 1 июня 1992 года в результате слияния Стратегического авиационного командования и Тактического авиационного командования вследствие окончания Холодной войны.

## Базирование
Штаб-квартира командования — авиационная база Лэнгли штата Виргиния. С 1 октября 2010 года авиабаза Лэнгли объединена с соседней авиационной базой Форт Юстис (Fort Eustis). Новая база получила наименование Лэнгли-Юстис.

## Командование
- Командующий — генерал Герберт Дж. Карлайл[англ.]
- Заместитель командующего — генерал-майор Джерри Д. Харрис младший (Jerry D. Harris Jr.);
- Командир группы главного сержанта — Главный мастер-сержант Стив К. Макдональд (Steve K. McDonald).

## Выполняемые задачи
На командование возложено выполнение следующих основных задач:
- организация, боевая подготовка, оснащение и поддержание на требуемом уровне готовности сил и средств ВВС США на континентальной части[3];
- выделение необходимых сил и средств в распоряжение командующих объединенными командованиями ВС США в передовых зонах (Центрального, ВС США в Европейской зоне, в зонах Тихого океана, Центральной и Южной Америки), в распоряжение объединенного стратегического командования ВС США для проведения ядерных, конвенциональных (обычных) и информационных операций, а также в интересах объединенного командования воздушно-космической обороны Североамериканского континента NORAD[3].

Кроме этого, силы и средства Командования могут привлекаться для выявления и пресечения наркотрафика, проведения испытаний новых систем вооружения и военной техники.

## Структура
Организационно в состав Командования входили:
- 1-я воздушная армия (Тиндал[англ.], штат Флорида)[3];
- 8-я воздушная армия (Барксдейл[англ.], Луизиана)[3];
- 9-я воздушная армия (Шоу[англ.], Южная Каролина)[3];
- 12-я воздушная армия (Дэвис-Монтен, Аризона)[3];
- 25-я воздушная армия (Сан-Антонио[англ.], Техас);
- Центр разработки способов боевого применения авиации экспедиционных сил[3];
- Управление воздушной разведки[3];
- Центр разработки способов боевого применения авиации ВВС[3].

В своем составе Командование насчитывает 27 крыльев и две группы. Входящая в состав Командования 1-я воздушная армия комплектуется личным составом и техникой, выделяемыми ВВС национальной гвардии.
С 2014 года состав Командования включает:
- 1-я воздушная армия (Тиндал[англ.])[4];
- 9-я воздушная армия (Шоу[англ.])[4];
- 12-я воздушная армия (Дэвис-Монтан)[4];
- Центр разработки способов боевого применения авиации ВВС[4].

По состоянию на 1 мая 2013 года командование включает 78549 человек, из них :
- 68576 военнослужащих[1],
- 9973 гражданского персонала[1].

18 июля 2018 года в состав вошла 24-я воздушная армия

## Вооружение
На вооружении командования находятся:
- самолеты-бомбардировщики — 61;
- ударные самолеты (истребители и штурмовики) — 643;
- самолеты-лаборатории, самолеты-разведчики, транспортные самолеты — 346;
- самолеты-заправщики — 19;
- учебные самолеты — 43;
- вертолеты — 39.

## Статистика катастроф
- В период освоения реактивных самолётов только на авиационной базе Эдвардс за 9 месяцев погибли 63 летчика-испытателя.[6]